# Bulen (ville)
Pour les articles homonymes, voir Bulen.
Bulen est une ville de l'ouest de l'Éthiopie, chef-lieu du woreda Bulen dans la zone Metekel de la région Benishangul-Gumuz. Elle a 6 531 habitants en 2007.

## Situation
Bulen est desservie par la route depuis Dibate, à environ 35 km au nord-ouest, et Debre Zeit à une cinquantaine de kilomètres à l'ouest.
Elle est située à 1 698 mètres d'altitude[réf. à confirmer].

## Population
Bulen a 6 531 habitants au recensement national de 2007.
La population urbaine du woreda — estimée en 2020, par projection des taux de 2007, à 8 305 personnes — donne une estimation de la population actuelle de la ville.